# Мраморна планинска морска котка
Мраморната планинска морска котка (Amphilius jacksonii) е вид лъчеперка от семейство Amphiliidae. Видът е незастрашен от изчезване.

## Разпространение
Разпространен е в Бурунди, Кения, Танзания и Уганда.

## Описание
На дължина достигат до 15 cm.